# Teorema de Liouville (álgebra diferencial)

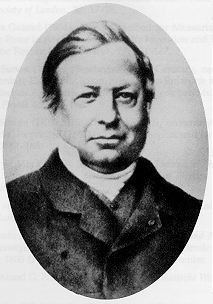
Joseph Liouville (1809-1882)
Matemático francés. Trabajó en teoría de números y construyó una clase infinita de números trascendentes.

En álgebra diferencial, el teorema de Liouville, formulado por Joseph Liouville en una serie de trabajos sobre funciones elementales entre 1833 y 1841, y generalizado en su forma actual por Maxwell Rosenlicht en 1968, que plantea condiciones para que una función primitiva pueda expresarse como una combinación de funciones elementales. También muestra en particular que numerosas primitivas de funciones usuales, como la función error de Gauss, que es una primitiva de la función campana de Gauss, {\displaystyle e^{-x^{2}}}, no se pueden expresar así.
El teorema dice así:
| Teorema del álgebra diferencial de Liouville Si {\displaystyle \int f(x)e^{g(x)}dx}, con {\displaystyle f} y {\displaystyle g} cociente de polinomios y {\displaystyle g} no constante, es una función elemental, entonces es de la forma {\displaystyle \int f(x)e^{g(x)}dx=R(x)e^{g(x)}+C} donde la función {\displaystyle R(x)} también es un cociente de polinomios. Joseph Liouville (1809-1882) |

En efecto, si {\displaystyle f(x)e^{g(x)}} es la derivada de alguna función elemental, en esta debe aparecer {\displaystyle e^{g(x)}}, además de alguna función racional {\displaystyle R(x)} pues {\displaystyle f(x)} lo es.
También se cumple la formulacón recíproca: {\displaystyle (f(x)e^{g(x)})'=R(x)e^{g(x)}}
Este teorema permite probar, por ejemplo, la no elementalidad de las primitivas de una función muy conocida: {\displaystyle f(x)=e^{-x^{2}}} (La campana de Gauss).

## No elementalidad de la campana de Gauss
{\displaystyle \int e^{-x^{2}}dx\qquad {\text{no es elemental.}}}

Si se supone que la integral es elemental, al ser de la forma {\displaystyle \int f(x)e^{g(x)}dx} con {\displaystyle f(x)=1} y {\displaystyle g(x)=-x^{2}}, racionales, sería, por el teorema de Liouville, {\displaystyle \int e^{-x^{2}}dx={\frac {P(x)}{Q(x)}}e^{-x^{2}}} siendo {\displaystyle P} y {\displaystyle Q} polinomios, y {\displaystyle {\frac {P(x)}{Q(x)}}} simplificada al máximo, es decir, {\displaystyle P} y {\displaystyle Q} sin raíces comunes.
Derivando la anterior igualdad, se obtiene {\displaystyle e^{-x^{2}}=\left({\frac {P(x)}{Q(x)}}\right)'e^{-x^{2}}-2x{\frac {P(x)}{Q(x)}}e^{-x^{2}}\Longrightarrow e^{-x^{2}}=\left({\frac {P'(x)Q(x)-P(x)Q'(x)}{Q^{2}(x)}}\right)e^{-x^{2}}-2x{\frac {P(x)}{Q(x)}}e^{-x^{2}}}. 
Cancelando los factores {\displaystyle e^{-x^{2}}} se llega a {\displaystyle Q(x)(Q(x)-P'(x)+2xP(x))=-P(x)Q'(x)}.
Si el polinomio {\displaystyle Q(x)} no fuera constante, el teorema fundamental del álgebra asegura que tiene al menos una raíz {\displaystyle \alpha } (posiblemente compleja) de multiplicidad n. Es decir, en el polinomio de la izquierda aparecerá el factor {\displaystyle x-\alpha } con exponente mayor o igual que n y en el de la derecha aparecerá con exponente n - 1 pues {\displaystyle \alpha } será raíz de multiplicidad n - 1 de Q'(x) (véase) y no es raíz de P(x). Como esto no es posible, el polinomio Q(x) debe ser constante y, obviamente, se puede suponer Q(x) = 1.
Así pues, si {\displaystyle \int e^{-x^{2}}dx} fuera una función elemental se habría llegado a la igualdad {\displaystyle 1-P'(x)+2xP(x)=0}, es decir, {\displaystyle 1+2xP(x)=P'(x)}, igualdad que no es posible pues {\displaystyle \mathrm {grad} (P(x))>\mathrm {grad} (P'(x))}.
De forma análoga se prueba la no elementalidad de {\displaystyle \int x^{2n}e^{ax^{2}}dx} con {\displaystyle n\in \mathbb {Z} }, {\displaystyle a\in \mathbb {R} }, {\displaystyle a\neq 0}.

## Otras integrales de aspecto sencillo pero no elementales
(1){\displaystyle \int {\frac {\sin(x)}{x}}dx=\sum _{k=1}^{\infty }(-1)^{k-1}{\frac {x^{2k-1}}{(2k-1)(2k-1)!}}+C\qquad x>0}

(2){\displaystyle \int {\frac {\cos(x)}{x}}dx=\gamma +\ln(x)+\sum _{k=1}^{\infty }{\frac {(-x^{2})^{k}}{2k(2k)!}}+C\qquad x>0}

(3){\displaystyle \int {\frac {dx}{\ln(x)}}=\gamma +\ln(\ln x)+\sum _{k=1}^{\infty }{\frac {(\ln x)^{k}}{k!\cdot k}}+C\qquad x>0}

(4){\displaystyle \int {\sqrt {1+9x^{4}}}dx={\frac {1}{9{\sqrt {9x^{4}+1}}}}\left(3(9x^{5}+x)-2{\sqrt[{4}]{-1}}{\sqrt {27x^{4}+3}}F\left(i\sinh ^{-1}\left((1+i){\sqrt {\frac {3}{2}}}x\right)|-1\right)\right)}

(5){\displaystyle \int {\frac {e^{x}}{x}}dx=\gamma +\ln(x)+\sum _{k=1}^{\infty }{\frac {x^{k}}{kk!}}+C\qquad x>0}

Sea {\displaystyle \gamma =\lim _{n\rightarrow \infty }\left[\sum _{k=1}^{n}{\frac {1}{k}}-\ln(n)\right]\approx 0,577215664901...}